# گراف کاتز

یک نمونه از K. گرافی با M=2. در سمت چپ N=1. در سمت راست N=2. یال‌های گراف سمت چپ نشان دهندهٔ راس‌های گراف سمت راست هستند. به خاطر داشته باشید که گراف سمت راست 3 یال کم دارد.

گراف کاتز یا {\displaystyle K_{M}^{N+1}} یک گراف جهت‌دار از مرتبهٔ {\displaystyle M} و بُعد {\displaystyle N+1} است که دارای {\displaystyle (M+1)M^{N}} راس است که این راس‌ها به وسیلهٔ تمام رشته‌های ممکن {\displaystyle s_{0}\cdots s_{N}} با طول {\displaystyle N+1} که از کارکترهای {\displaystyle s_{i}} از الفبای {\displaystyle A} که شامل {\displaystyle M+1} نماد(حرف) مجزا است برچسب گذاری شده‌اند و در این برچسب گذاری هیچ دو حرف مجاوری برابر نیستند({\displaystyle s_{i}\neq s_{i+1}}).
گراف کاتز {\displaystyle K_{M}^{N+1}} شامل {\displaystyle (M+1)M^{N+1}} یال است
{\displaystyle \{(s_{0}s_{1}\cdots s_{N},s_{1}s_{2}\cdots s_{N}s_{N+1})|\;s_{i}\in A\;s_{i}\neq s_{i+1}\}\,}
معمول است که هر یال از {\displaystyle K_{M}^{N+1}} را با {\displaystyle s_{0}s_{1}\cdots s_{N+1}} برچسب گذاری می‌کنند، که این کار یک نگاشت دوسویی بین یال‌های گراف کاتز {\displaystyle K_{M}^{N+1}} و راس‌های گراف کاتز {\displaystyle K_{M}^{N+2}} را نتیجه می‌دهد.
کراف کاتز به‌طور بسیار نزدیکی به گراف دی براین مربوط است.

## خصوصیات
- برای یک درجهٔ ثابت {\displaystyle M} و تعداد راس‌های {\displaystyle V=(M+1)M^{N}}، گراف کاتز، کوچکترین فاصله را با هر گراف جهت دار ممکن با {\displaystyle V} راس و {\displaystyle M} یال دارد.
- همهٔ گراف‌های کاتز دارای دور اویلری هستند. (دور اویلری دوری است که تمام یال‌ها را دقیقاً یک بار پیمایش می‌کند-- این نتیجه به این دلیل حاصل می‌شود که در گراف‌های کاتز درجهٔ ورودی هر راس با درجهٔ خروجی آن راس برابر است)
- تمام گراف‌های کاتز، دارای دور همیلتنی هستند. (این نتیجه از نگاشت دوسویی که بین یال‌های گراف کاتز {\displaystyle K_{M}^{N}} و راس‌های گراف کاتز {\displaystyle K_{M}^{N+1}} تعریف شد حاصل می‌شود)
- یک گراف کاتز درجهٔ {\displaystyle k} دارای {\displaystyle k} مسیر مجزا از هر راس {\displaystyle x} به راس دیگر {\displaystyle y} است.

## محاسبات
گراف کاتز به عنوان یک ساختار شبکه برای وصل کردن پردازشگرها در محاسبات بسیار سریع و محاسبات مقاوم در برابر خطا، استفاده شده‌است. کاربرد: چنین شبکه‌هایی به عنوان شبکه کاتز شناخته می‌شوند.